# Rathaus Falkenstein (Oberpfalz)

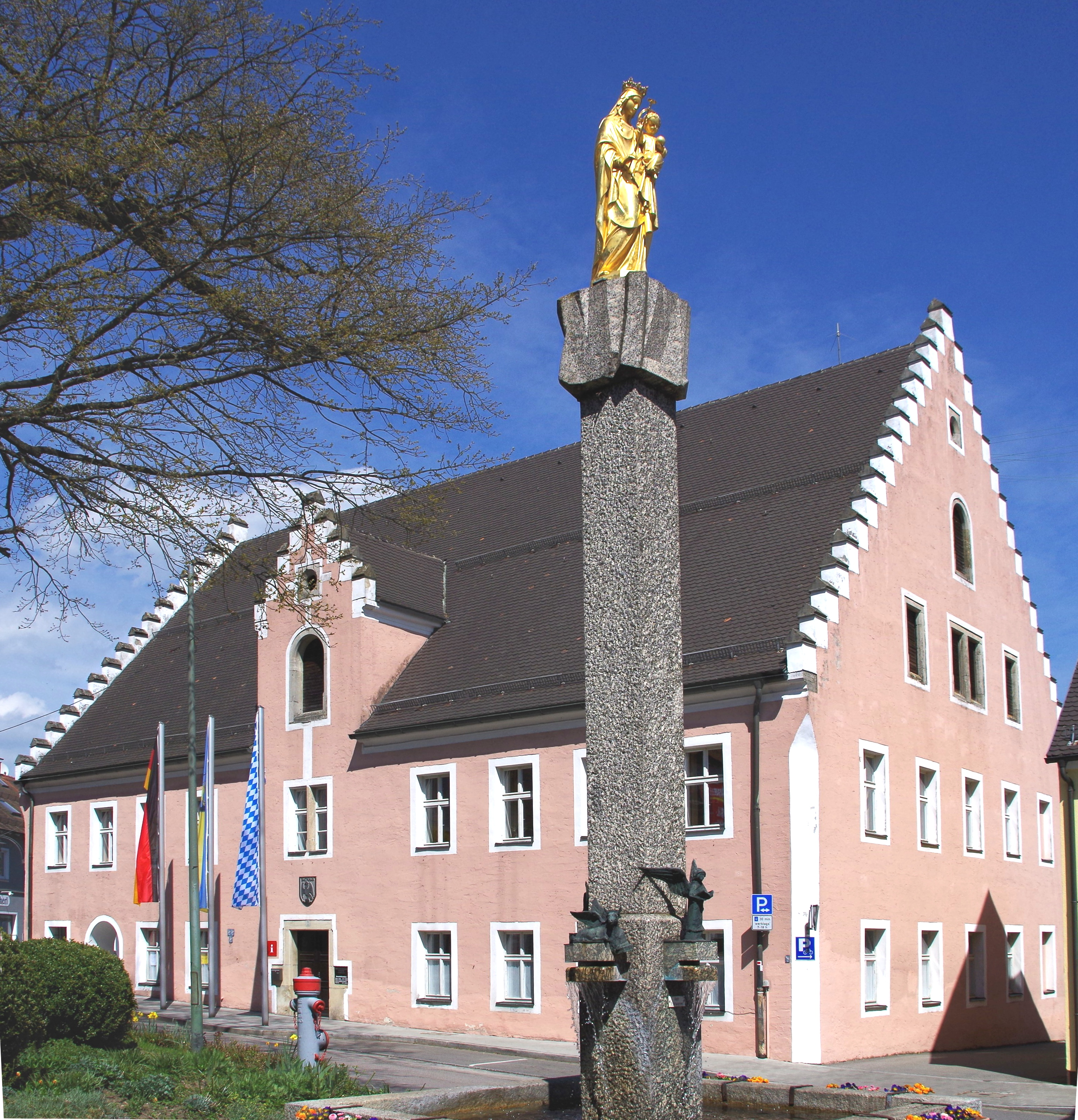
Rathaus und Mariensäule in Falkenstein

Das Rathaus in Falkenstein, einer Marktgemeinde im Oberpfälzer Landkreis Cham in Bayern, wurde im 17. Jahrhundert errichtet und im dritten Viertel des 19. Jahrhunderts erneuert. Das Rathaus am Marktplatz 1 ist ein geschütztes Baudenkmal. 
Der zweigeschossige und traufständige Satteldachbau, der als Pflegamt von den Toerringern errichtet wurde, hat Zwerchhäuser und Staffelgiebel. 
Über dem Eingang mit Sandsteinrahmung ist das Wappen der Gemeinde angebracht, die das Gebäude seit 1978 als Rathaus nutzt.